# Diana Lupescu
Diana Lupescu (n. 7 octombrie 1954, Bacău) este o actriță română de film, radio, televiziune, scenă și voce. 

## Biografie
A absolvit în 1978 Universitatea Națională de Artă Teatrală și Cinematografică Ion Luca Caragiale din București, unde l-a avut ca maestru pe Amza Pellea. A jucat pe scenele din Bacău și București (la Teatrul "Bulandra", Teatrul "Nottara" și Teatrul Mic).
Diana Lupescu a fost căsătorită cu actorul și politicianul Mircea Diaconu din anul 1980 până la decesul acestuia, în 2024.

## Piese de teatru regizate
- Fii cuminte, Cristofor! [4]- premieră: 9 martie 2007 Teatrul George Ciprian
- Ritmuri - premieră: Teatrul Nottara
- Victoria și sirena scenografie, regizor - premieră: 17 mai 2008 Teatrul George Ciprian
- Opera de trei parale de Bertold Brecht, la Teatrul Nottara

## Roluri în piese de teatru
- Astă-seară se improvizează - premieră: Teatrul Național de Televiziune
- Bertoldo la curte - premieră: Teatrul Național Radiofonic
- Castelul - premieră: 11 ianuarie 2003 Teatrul Nottara
- De trei ori dragoste - premieră: Teatrul Nottara
- Demiurgul - premieră - Teatrul Național Radiofonic
- Frumosul cotidian - premieră: Teatrul Național de Televiziune
- Jocul dragostei și al morții - premieră: Teatrul Nottara
- La Medeleni - premieră: Teatrul Național Radiofonic
- Miresele căpitanului - premieră: 28 martie 2002 Teatrul Nottara
- O inimă de aur - premieră: Teatrul Național Radiofonic
- Omul cu mârțoaga - premieră: Teatrul George Ciprian
- Oraș patriarhal - premieră: Teatrul Național Radiofonic
- Sărbători fericite - premieră: 17 ianuarie 2003 Teatrul Nottara
- Siciliana - premieră: Teatrul Național de Televiziune
- Vacanță la munte - premieră: Teatrul Național de Televiziune
- Victoria și sirena - premieră: 17 mai 2008 Teatrul George Ciprian

## Filmografie
- Povestea dragostei (1977)
- Iarba verde de acasă (1977)
- E-atît de-aproape fericirea (1978)
- Fata morgana (1981)
- Calculatorul mărturisește (1982)
- Buletin de București (1983)
- Un petic de cer (1984)
- Siciliana (1984)
- Piciu (1985)
- Punct... și de la capăt (1987)
- Extemporal la dirigenție (1988)
- Există joi? (1989)
- Campioana (1991)
- Dănilă Prepeleac (1996)